# Гладкий, Юрий Никифорович
Ю́рий Ники́форович Гла́дкий (род. 6 мая 1943, Полтава) — советский и российский географ, экономико-географ, политико-географ, член-корреспондент РАО, заслуженный работник высшей школы Российской Федерации (2018), руководитель научно-педагогической школы социально-экономической географии в РГПУ имени А. И. Герцена. Заведующий кафедрой экономической географии РГПУ имени А. И. Герцена (с 1986), вице-президент Русского географического общества (2003—2010). Доктор географических наук, профессор.
Сфера научных интересов — гуманитарная география, региональная экономика, социальная экология, школьная география. Автор школьных и вузовских учебников по гуманитарной географии, регионоведению, региональной политике.

## Биография
Юрий Никифорович Гладкий родился 6 мая 1943 года.
В 1971—1975 гг. — ассистент РГПУ им. А. И. Герцена.
В 1975—1981 гг. — доцент РГПУ им. А. И. Герцена.
В 1981—1986 гг. — профессор РГПУ им. А. И. Герцена.
В 1982—1983 гг. — профессор Кабульского педагогического института (Афганистан).
С 1986 г. по настоящее время заведующий кафедрой экономической географии РГПУ им. Герцена.
16 июня 1992 г. избран членом-корреспондентом РАО по Отделению профессионального образования.
В 1996—1997 гг. — профессор Северо-Вашингтонского университета (США).
В 2000—2001 гг. — профессор университета Северная Айова (США).
В 2003—2010 гг. — вице-президент Русского географического общества.

## Список научных трудов
Автор более 400 работ, в том числе более 30 книг, включая школьные и вузовские учебники.
- Природные ресурсы Африки : (По странам и континентам) / Ю. Н. Гладкий, В. С. Ягья, М.: Знание 1986.
- Индустриализация и региональное развитие в Африке / Ю. Н. Гладкий ; Отв. ред. С. Б. Лавров; АН СССР, Геогр. о-во СССР, Л.: Наука Ленингр. отд-ние, 1987.
- Горизонты ойкумены / Ю. Гладкий, Ал. Григорьев, В. С. Ягья, Л.: Лениздат, 1990.
- Ближний Восток: история и современность. Л. Ленингр. Знание РСФСР, 1991.
- Экономическая и социальная география мира : Учеб. для 10-го кл. общеобразоват. учреждений / Ю. Н. Гладкий, С. Б. Лавров, изд. М.: Просвещение, 1991—2007.
- Дайте планете шанс! : Кн. для учащихся / Ю. Н. Гладкий, С. Б. Лавров. — М.: Просвещение, 1995.
- Политическая и экономическая дифференциация мира: Лекция по курсу «Экон. и социал. география мира». — СПб.: Образование, 1995.
- Глобальная география : 11-й кл. : Учеб. для общеобразоват. учеб. заведений / С. Б. Лавров, Ю. Н. Гладкий, Дрофа, 1997, 1998, 1999.
- Основы региональной политики/ А. И. Чистобаев, Ю. Н. Гладкий, Издательство Михайлова В. А., 1998.
- Регионоведение/ А. И. Чистобаев, Ю. Н. Гладкий, Гардарики, 2000.
- Социально-экономическая география России/ С. П. Семенов, Ю. Н. Гладкий, В. А. Доброскок, Гардарики, 2001.
- Методические рекомендации по использованию учебников А. П. Кузнецова «География. Население и хозяйство мира. 10 класс» и Ю. Н. Гладкого, С. Б. Лаврова «Глобальная география. 11 класс» при изучении географии на базовом и профильном уровне. Профильное обучение. Дрофа, 2005.
- Россия в лабиринтах географической судьбы, Юридический центр Пресс, 2006.
- Общая экономическая и социальная география зарубежных стран/ Ю. Н. Гладкий, В. Д. Сухоруков, Академия, 2006.
- География. 10-11 классы, учебник по географии для учащихся 10-11 классов/ Ю. Н. Гладкий, В. В. Николина, Просвещение, 2009.
- География. «Конструктор» текущего контроля. 10-11 классы: пособие для учителей общеобразоват. учреждений / Д. А. Гдалин, Ю. Н. Гладкий, С. И. Махов. — М.: Просвещение, 2009.
- Экономическая и социальная география зарубежных стран/ Ю. Н. Гладкий, В. Д. Сухоруков, Академия, 2009.
- Гуманитарная география: научная экспликация / Ю. Н. Гладкий. — СПб.: Филологический факультет СПбГУ, 2010.
- «Профессорятник»: байки, приколы, эссе. (Из жизни ленинградских географов) / Ю. Н. Гладкий. — М.-Берлин : Директ-Медиа, 2016. — 382 с.